# H/PJ-26型单管76毫米舰炮
H/PJ-26型单管76毫米舰炮是由中国船舶重工集团郑州机电工程研究所设计、中国第一重型机械集团公司生产的中口径舰载火炮，其研仿自苏联下诺夫哥罗德机械厂研制的AK-176型单管76毫米舰炮，并在该炮基础上进行了隐身修型。
H/PJ-26于2000年初确定由郑州机电工程研究所（713所）出任总师单位，由陈汀峰担任总设计师。中国在引进2座AK-176舰炮并完成靶场测试后，将其中一座安装于037II型导弹护卫艇廉江艇，并对另一座进行了分解测绘。
H/PJ-26研制工作于2003年完成。该炮现为中国人民解放军海军装备的054A型导弹护卫舰、056型导弹护卫舰、056A型导弹护卫舰、071型综合登陆舰及由中国研制的多型出口舰艇的主炮。